# 羽幌鯨屬
羽幌鯨屬是齒鯨小目一角鯨科下已滅絕的一屬，生存於上新世早期的西北太平洋。羽幌鯨屬最初是於2018年由一島啓人等人命名，其模式種為日本羽幌鯨。